# Michael Kennedy (Politiker, 1949)
Michael Kennedy (* 1. Februar 1949 in Roundwood, County Wicklow) ist ein irischer Politiker der Fianna Fáil.
Kennedy arbeitete als Versicherungsmakler. 1991 wurde er in den damaligen Dublin County Council für Malahide gewählt. 1994 wurde dieser mit der Teilung des Dublin County in den Fingal County Council überführt. Er konnte seinen Sitz dort bis 2007 verteidigen. 1997 versuchte er, in den Seanad Éireann gewählt zu werden. Dies misslang allerdings ebenso wie seine Versuche, bei der Nachwahl 1998 und bei den Wahlen 2002 in den Dáil Éireann einzuziehen. 
Bei den Wahlen 2007 gelang es ihm dann, für den Wahlkreis Dublin North einen Sitz für die Fianna Fáil zu gewinnen. Den Sitz konnte er jedoch 2011 nicht verteidigen.